# Jan Meyssens
Jan o Joannes o Jean Meyssens (Bruxelles, 17 maggio 1612 – Anversa, 18 settembre 1670) è stato un pittore, incisore, editore disegnatore e mercante d'arte fiammingo.

## Biografia

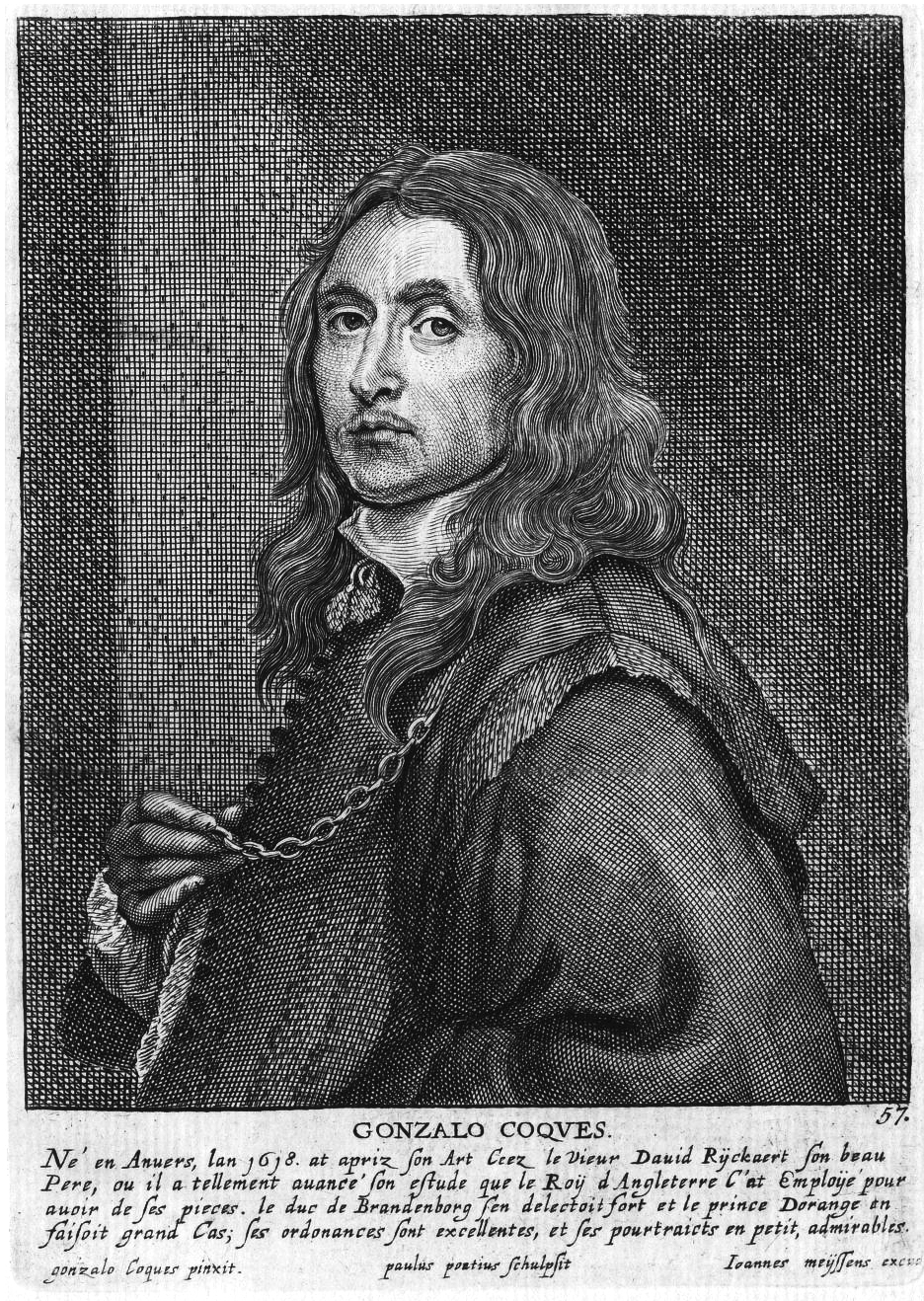
Autoritratto di Gonzales Coques inciso da Paulus Pontius e pubblicato da Jan Meyssens (1662)

Dapprima allievo di Anton van Opstal, in seguito passò alla scuola di Nicolaas vander Horst, entrambi artisti poco noti.
Fu attivo principalmente nei Paesi Bassi, anche se fu segnalato ad Anversa nel 1640-1641, anni in cui risultava membro della locale Corporazione di San Luca. Risiedette anche ad Amsterdam, dove commerciò in stampe ed eseguì un gran numero di incisioni da disegni sia propri che di altri maestri, tra i quali vi erano numerosi ritratti di artisti.
Sposò Anna Jacobs.
Si specializzò nella raffigurazione di soggetti storici, religiosi e ritratti, ma fu particolarmente noto per questi ultimi. Ritrasse Enrico di Nassau, il conte di Bentheim e gli esponenti principali della corte.
Subì la sua influenza Theodoor van Merlen.

## Opere
- Ritratto di Adam van Noort, stampa da Jacob Jordaens, incisione eseguita da Hendrick Snyers, 1662[3]
- Autoritratto di Cornelis Meyssens, stampa, incisione di Cornelis Meyssens, 1662[4]
- Autoritratto di Gonzales Coques, incisione in collaborazione con Paulus Pontius, 1662
- Ritratto di Jacques d'Arthois, incisione di Pieter de Jode da un ritratto di Jan Meyssens, 1662[5]
- Ritratto di Adriaen van Venne, incisione di Wenceslaus Hollar e Jan Meyssens[6]
- Ritratto di Henry van der Borcht, incisione di Wenceslaus Hollar da Jan Meyssens[7]